# José Marinho
José Carlos de Araújo Marinho (Porto, 1 de Fevereiro de 1904 - Lisboa, 5 de Agosto de 1975) foi um filósofo português, considerado um dos grandes pensadores de Portugal.
Foi, com Álvaro Ribeiro, um dos criadores do grupo da Filosofia Portuguesa que em Lisboa se reuniu a partir dos anos 40. O grupo era constituído pelos dois mestres e ainda por António Quadros, António Telmo, Pinharanda Gomes, Afonso Botelho, Orlando Vitorino, António Braz Teixeira e Dalila Pereira da Costa, entre outros.

## Biografia
Licenciou-se em filologia românica na Faculdade de Letras da Universidade do Porto Onde foi aluno de Leonardo Coimbra e companheiro do referido filósofo Álvaro Ribeiro, de Sant'Anna Dionísio, de Delfim Santos, de Agostinho da Silva, de Adolfo Casais Monteiro, entre outros.
Esteve preso, por motivos políticos, na prisão de Aljube.
Colaborou em jornais como 57 (1957-1962), Princípio (1930)  e O Primeiro de Janeiro.

## Obras
- Aforismos sobre o que mais importa[3]
- Significado e valor da metafísica
- Nova interpretação do sebastianismo[3]
- Verdade, condição e destino no pensamento português contemporâneo[3]
- Teoria do ser e da verdade[3]
- O pensamento filosófico de Leonardo Coimbra[3]
- Ensaio sobre Sampaio Bruno
- Elementos para uma antropologia situada[3]
- Filosofia, ensino ou iniciação[3]